# Elizabeth Lemley
Elizabeth Lemley (Vail, 22 gennaio 2006) è una sciatrice freestyle statunitense, specialista delle gobbe.

## Biografia
Specialista delle gobbe e attiva in gare FIS dal gennaio 2021, la Lemley ha esordito in Coppa del Mondo il 7 gennaio 2022 giungendo 4ª nelle gobbe a Tremblant e ha ottenuto il suo primo podio, nonché la sua prima vittoria, l'11 dicembre dello stesso anno a Idre Fjäll, imponendosi nella gobbe in parallelo. Non ha mai preso parte a rassegne olimpiche o iridate.

## Palmarès

### Giochi olimpici giovanili
- 2 medaglie:
  - 2 ori (gobbe e gobbe a squadre a Gangwon 2024)

### Coppa del Mondo
- Miglior piazzamento nella Coppa del Mondo generale di gobbe: 5ª nel 2023
- 5 podi:
  - 1 vittoria
  - 2 secondi posti
  - 2 terzi posti

#### Coppa del Mondo - vittorie
| Data             | Località   | Paese  | Specialità |
| ---------------- | ---------- | ------ | ---------- |
| 11 dicembre 2022 | Idre Fjäll | Svezia | DM         |

Legenda:

DM = Gobbe in parallelo